# 真室川町路線バス

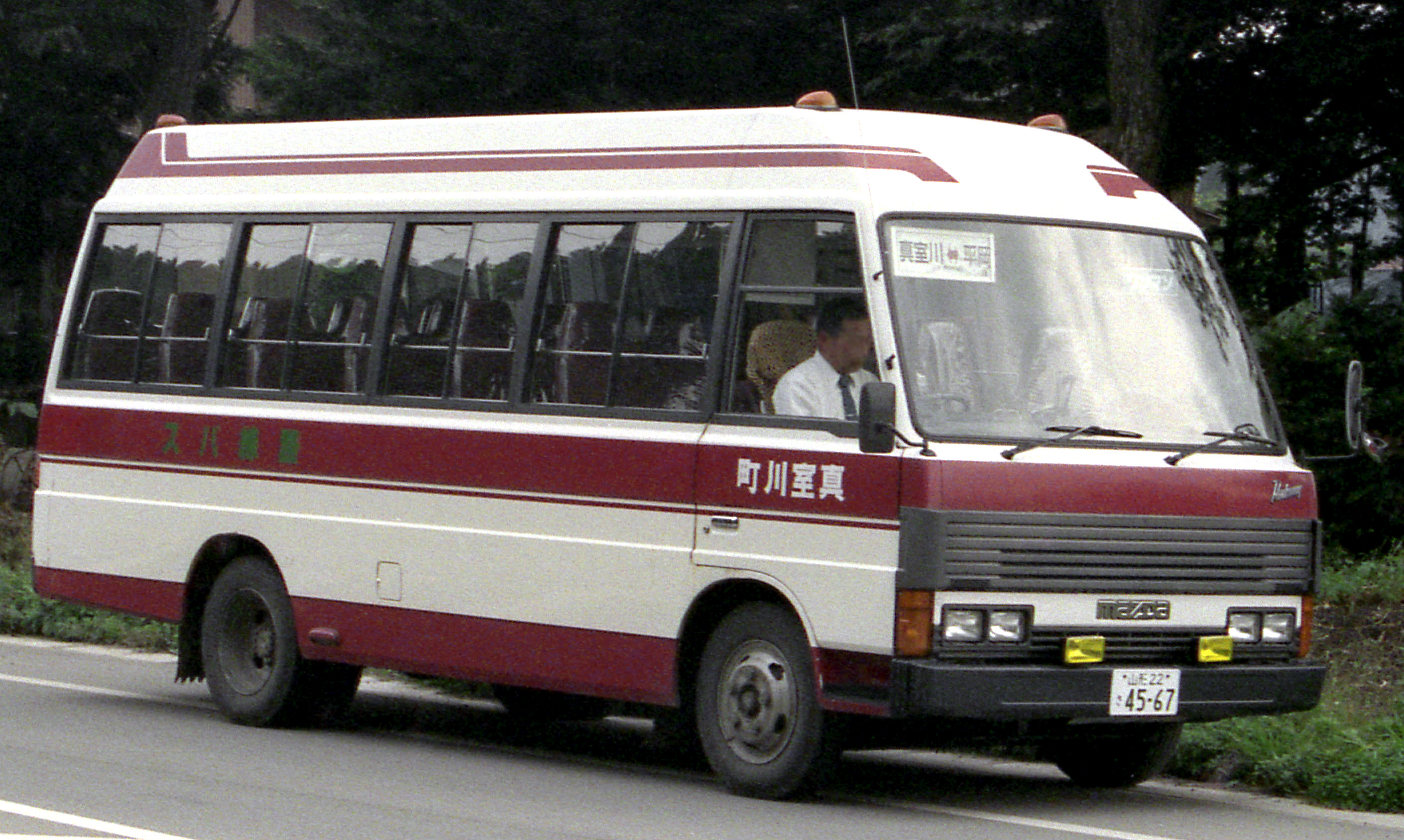
1996年当時の車両（平岡線）
マツダ・パークウェイ

真室川町路線バス（まむろがわまちろせんバス）は、山形県最上郡真室川町が運行する自治体バスである。「真室川町営バス」とも呼ばれる。運行形態は、自家用自動車（白ナンバー車）による有償運送である。

## 沿革
- 1983年7月5日 - 田代線役場 - 田代間にて運行開始。
- 1986年6月2日 - 栗谷沢線、平岡線、野々村線運行開始（1986年3月山形交通廃止路線の代替）。
- 1988年10月11日 - 住民からの請願により、釜淵 - 川舟沢間過疎バス運行開始。
- 1999年4月1日 - 高坂線運行開始（山交バス廃止代替）。田代線を旧及位まで延長。
- 2002年10月1日 - 路線、料金体系大幅見直し。
  - 西循環路線、東循環路線新設。全路線をヘルスケアセンターまむろ川まで延長。旧及位線を及位駅まで、平岡線を金山町役場まで延長。
  - 料金体系を小学校学区単位の定額制に。
- 2010年4月1日 - 料金体系変更[1]。路線バス料金は各路線一律200円に、定期券は全路線月額2,000円になる。
- 2018年4月2日 - 全線でフリー乗降を開始[2]。

## 運賃・ダイヤ
- 料金は各路線一律200円（中学生以上）、小学生100円[3]。
- 回数券は11枚1000円。定期券は全路線月額2000円（小学生は1000円）。
  - 以前の料金体系は小学校学区単位の定額制、但し東・西循環路線は200円均一。回数券、定期券（通学用、1ヶ月用、3ヶ月用、6ヶ月用、東・西循環路線限定定期（1ヶ月分のみ））もあった。
- 日曜、祭日、12/30～1/3は運休。

## 路線
2020年3月4日現在、以下の路線がある。括弧内は一部便のみ経由。

### 及位線
- 真室川病院 - 役場前 - 真室川駅 - 関沢温泉口 - 栗谷沢上 - 釜淵駅前 - 大滝駅前 - 田代入口 - 旧及位 - 及位駅 - 中の股
  - 以前は田代線という名で、役場 - 田代間のみの運行だった。別に役場 - 栗谷沢上間折返の系統が栗谷沢線になっていた。

### 金山線
- 真室川病院 - 役場前 - 真室川駅 - 宮町 - 梅里苑 - 平岡 - 持越口 - 金山町役場
  - 以前は平岡線という名で、役場 - 持越口間のみの運行だった。

### 高坂線
- 真室川病院 - 役場前 - 真室川駅 - 秋山 - 蟻喰 - 砂子沢 - （総合施設） - 滝の上 - 高坂

### 西循環路線
- 新町・蟻喰経由

真室川病院 - 役場前 - 真室川駅 - 秋山 - 蟻喰 - 木の下 - 新町 - 真室川病院
- 新町・梅の里団地経由

真室川病院 - 新町 - 木の下公民館 - 梅の里団地 - 真室川駅 - 役場前 - 真室川病院
- うるしセンター・蓮花城経由

真室川病院 - 役場前 - 真室川駅 - 高沢 - うるしセンター - 秋山 - 蟻喰 - 木の下 - 新町 - 真室川病院
過去には木の下公民館・公園前経由もあった。
真室川病院 - 役場前 - 真室川駅 - 秋山 - 蟻喰 - 木の下公民館 - 梅の里団地 - 真室川駅 - 役場前 - 真室川病院

### 東循環路線
- 東町2経由

真室川病院 - 役場前 - 真室川駅 - 東町 - 上野々村 - 総合体育館 - 東町2 - 東町 - 真室川駅 - 役場前 - 真室川病院
- 宮町経由

真室川病院 - 役場前 - 真室川駅 - 東町 - 上野々村 - 総合体育館 - 宮町1 - 糸出 - 真室川駅 - 役場前 - 真室川病院
- 東町2・宮町1経由

真室川病院 - 役場前 - 真室川駅 - 東町 - 東町2 - 宮町1 - 糸出 - 真室川駅 - 役場前 - 真室川病院　
東循環路線が設定される前は、役場 - 東町 - 上野々村間のみの野々村線が存在した。

## 車両
マツダ・パークウェイ、三菱ふそう・ローザが使用されていた。

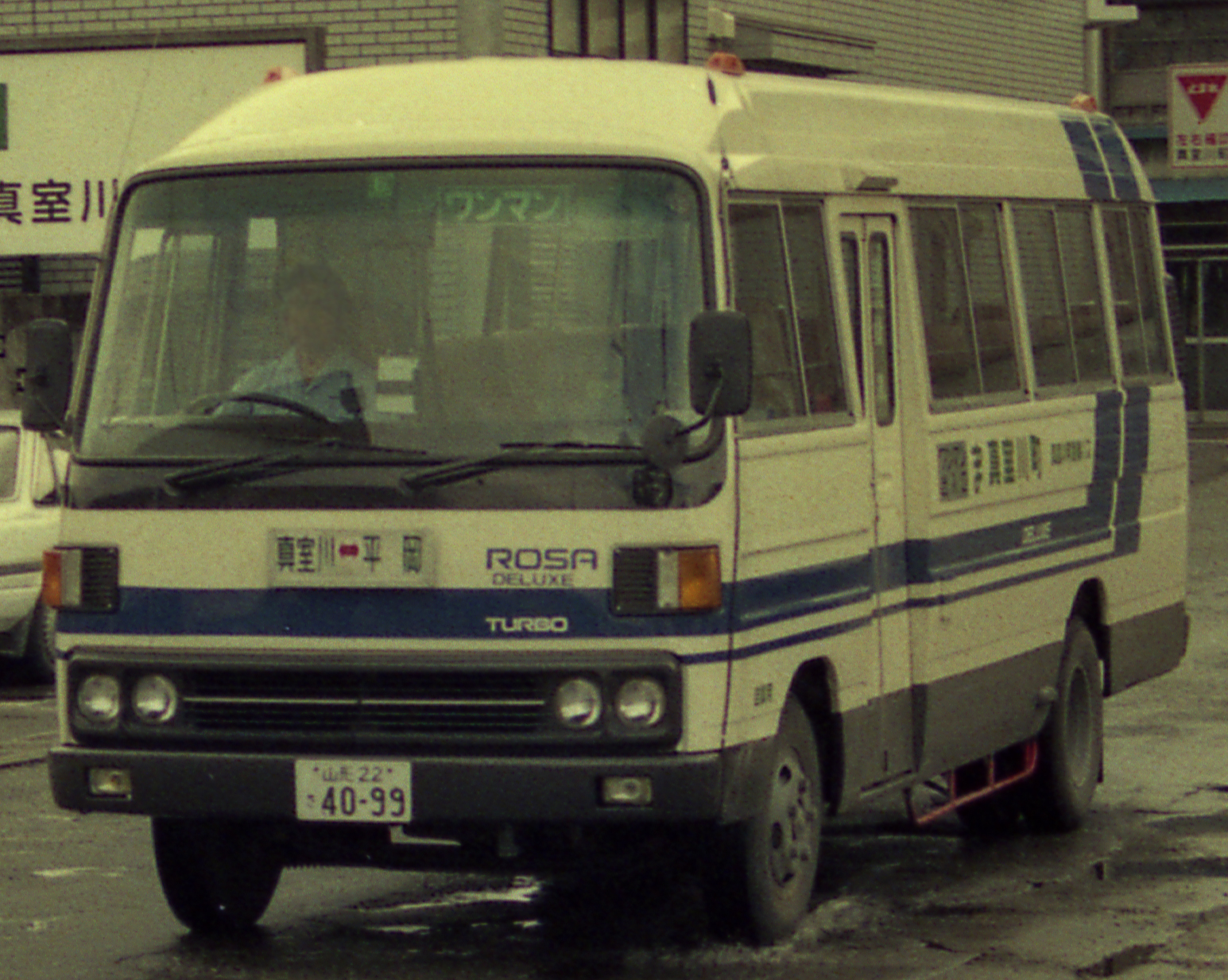
1992年当時の車両（平岡線）